# Vladimir Milić
Vladimir Milić ( * 23. října 1955) je bývalý jugoslávský a později srbský atlet, halový mistr Evropy ve vrhu koulí.
V osmdesátých letech 20. století patřil do evropské koulařské špičky. V roce 1982 se stal halovým mistrem Evropy, na šampionátu pod širým nebem ve stejné sezóně skončil čtvrtý. Při premiéře mistrovství světa v roce 1983 obsadil deváté místo.